# Джинка
Джинка — город в зоне Южное Омо региона наций, национальностей и народов Юга, Эфиопия. Население на 2005 год — 30 249 человек.

## История
В 1996 году сообщалось, что местная клиника находится в процессе повышения статуса до больницы, которая станет первой в зоне. По данным Бюро финансов и экономического развития Региона наций, национальностей и народов Юга, по состоянию на 2003 год удобства в городе включают цифровой телефонный доступ, почтовые услуги, электричество от дизельного генератора, банк и больницу.

## Демография
По данным Центрального статистического агентства за 2005 год, общая численность населения города составляла 22 475 человек. По данным национальной переписи 1994 года, в городе проживало 12 407 человек, а в 1993 году — 9 520 человек.